# Музей людини (Париж)
Музей людини (фр. Musée de l'Homme) — антропологічна філія Музею природознавства в Парижі (Франція).

## Історія музею
Музей було засновано в 1937 році Полем Риве у зв'язку з проведенням Всесвітньої виставки у Парижі. Його безпосереднім попередником був Етнографічний музей Трокадеро (Musée d'Éthnographie du Trocadéro), відкритий у 1878 році. 
Успадкувавши колекції т.зв. «кабінетів дивовиж», що існували у Франції з XVI ст., а також Королівського кабінету (Cabinet Royal), Музей Трокадеро і згодом Музей людини постійно поповнював свої фонди.  У музеї відділ Африки очолював відомий французький письменник і етнолог Мішель Леріс.
З 2006 року етнографічна колекція музею міститься в Музеї примітивного мистецтва на набережній Бранлі.

## Вихідна інформація та поради
- Адреса музею: Palais de Chaillot, 17, place du Trocadéro, 75116 Paris (музей розташований у XVI окрузі Парижа, в південному павільйоні палацу Шайо (Palais de Chaillot)).
- Розклад роботи: музей працює з 09:45 до 17:15 у всі дні тижня, крім вівторка (вихідний).
- Вартість вхідного квитка (2019 рік): 10 євро для дорослого відвідувача, 7 євро – пільговий, для громадян ЄС до 25 років та всіх дітей до 3 років — вхід безкоштовний.

## Галерея

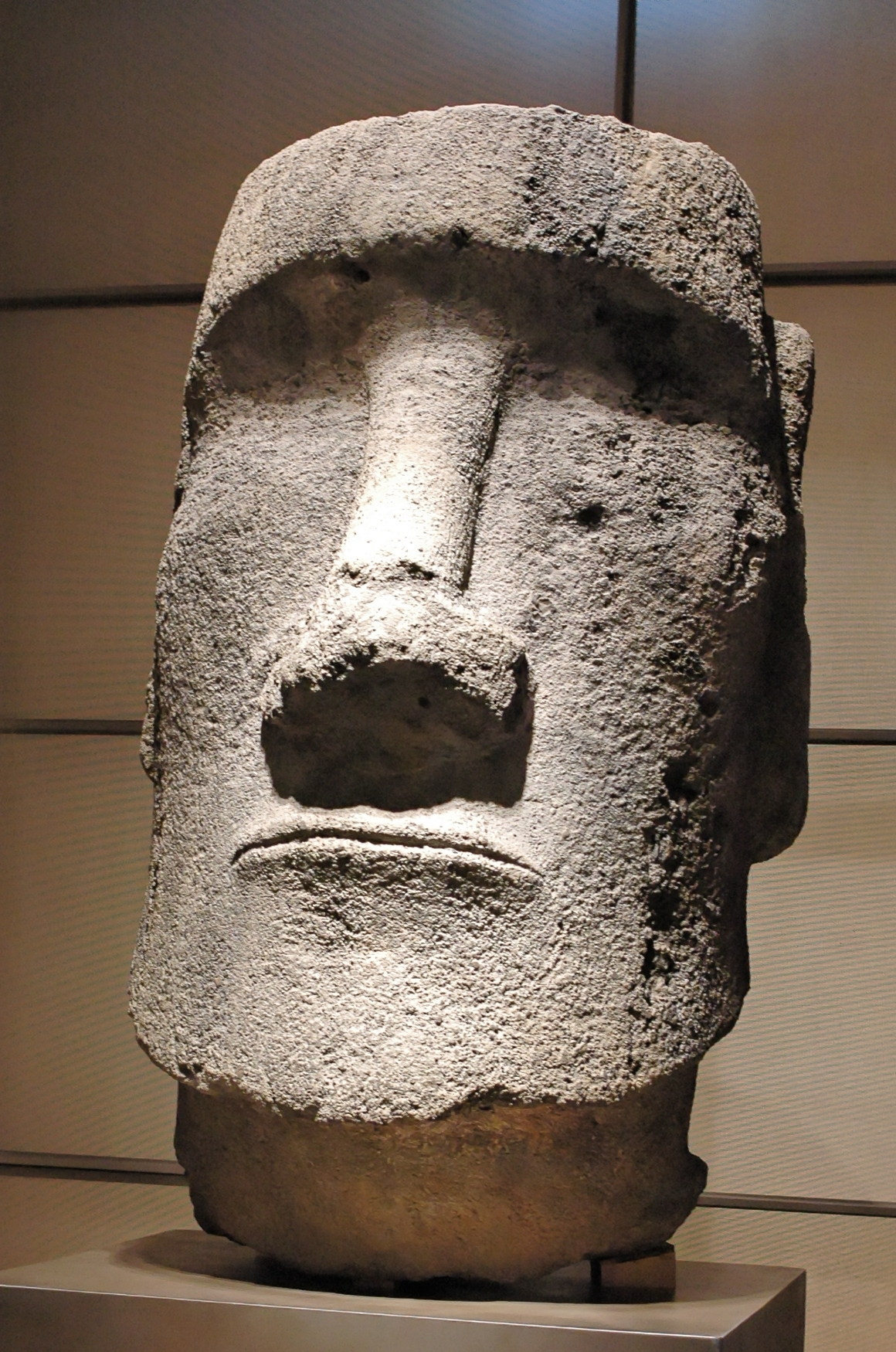
Моаї, один із експонатів музею
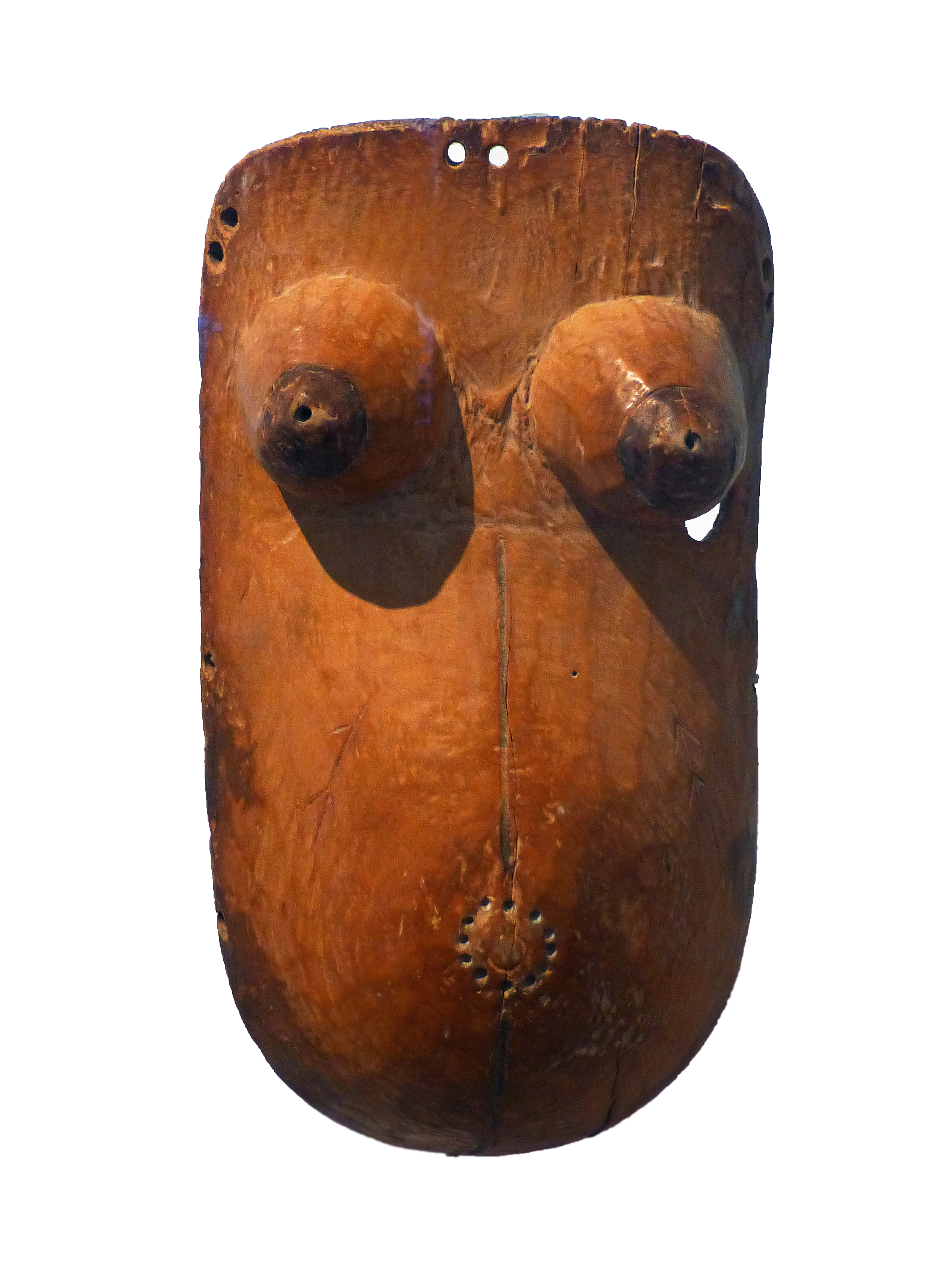
Частина ритуального костюму, культура маконде (Танзанія)
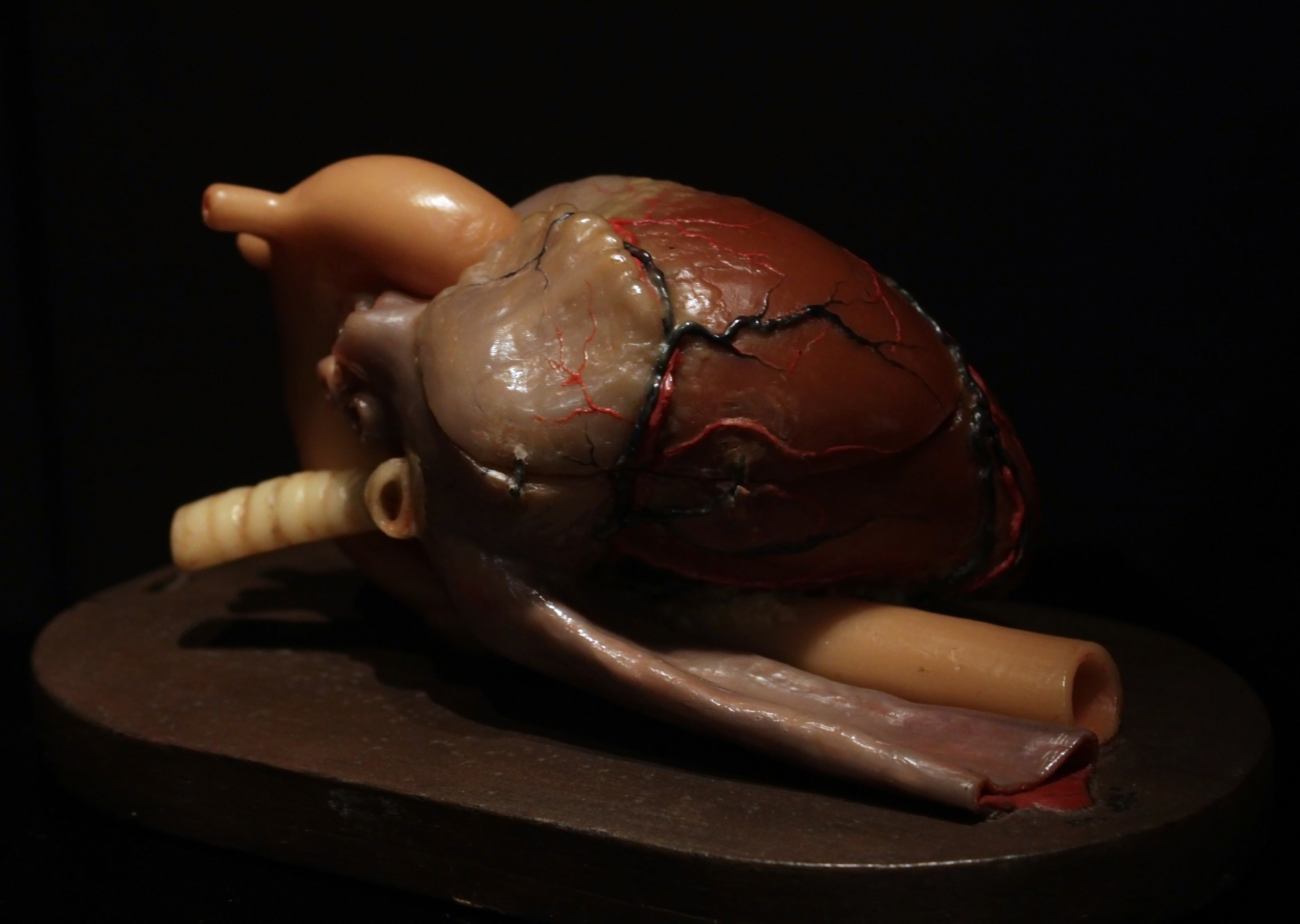
Серце дорослої людини, восковий муляж роботи Андре-П'єра Пенсона (1746 - 1828).